# Ñ

Reprezentare grafică a literei în diverse moduri.

Ñ (minuscula ñ) este o literă a alfabetului latin modern formată din contopirea literei N cu o tildă diacritică. Mai notabil, este folosită în limbile Spaniei (spaniolă, aragoneză, etc.) și filipineză unde reprezintă o consoană nazală palatală (AFI [ɲ]. Așa cum este cazul lui „ș” sau „ț” în română, „ñ” în spaniolă și filipineză este considerată ca literă separată cu numele sau propriu (eñe) și locul sau propriu în ordine alfabetică (după N). 

## Istorie
De-a lungul istoriei, litera „ñ” a fost o abreviere de transcriere a grupului „nn”. Tilda a fost scurtătura celui de-al doilea „n”, scrisă deasupra primului. De exemplu, cuvântul spaniol año (an) este derivat din latinescul ANNVS. 
Deja în paleografia latină semnul diacritic „tildă” a fost folosit cu vocală pentru a indica următoarea consoană nazală, care a fost omisă în scriere, precum tătus pentru tantus sau quă pentru quam. Aceasta utilizare a fost și întâmplată în limbile derivate din latină, deși a fost ulterior pierdută. Spaniola și portugheza au reținut acesta în câteva cazuri speciale.
Din scrierea cuvântului anno ca ăno, tilda a fost mutată pe deasupra literei n și a devenit o metodă pentru a indica sunetul nou al limbii spaniole, consoană nazală palatală. Cuvântul anno s-a schimbat în año. Semnul a fost și adoptat în alte locuri, unde a apărut acest sunet, chiar când nu au devenit din „nn” istoric, precum leña din lat. ligna (lemn).
Alte limbi romanice marcă acest sunet folosind alte feluri: italiana și franceza utilizează „gn”, portugheza și occitana — „nh”, catalana — „ny”. În română, consoană nazală palatală nu există.

## Simbol al hispanității
Litera „ñ” a devenit un simbol al identității de limba spaniolă. Newsweek a marcat cultura hispanică și influența sa pe SUA ca „Generația Ñ”. Organizații precum Instituto Cervantes și Asociația Națională a Ziariștilor Hispanici au adoptat litera ca semnul său pentru moștenirea hispanică.